# Gagarin (ätt)
Gagarin (ryska: Гага́рин) är en rysk rurikidisk fursteätt.
Bland de många framstående medlemmarna märks:
- Matvej Petrovitj Gagarin (död 1721), sibirisk guvernör
- Pavel Pavlovitj Gagarin (1789-1872), rysk politiker
- Grigorij Grigorjevitj Gagarin (1810-1893), rysk konstnär, konstsamlare och konstkritiker
- Ivan Sergejevitj Gagarin (1814-1882), rysk diplomat och författare
- Yuri Gagarin (1934-1968), sovjetisk pilot och första människan i rymden